# 大杉站
大杉站（日语：／ Ōsugi eki */?）是一位於日本高知縣長岡郡大豐町中村大王、隸屬於四國旅客鐵道（JR四國）的鐵路車站。車站編號為D32。部份特急列車會在此停站。站名源自於車站南方一帶的天然杉樹林，被日本認定為天然紀念物而得名。

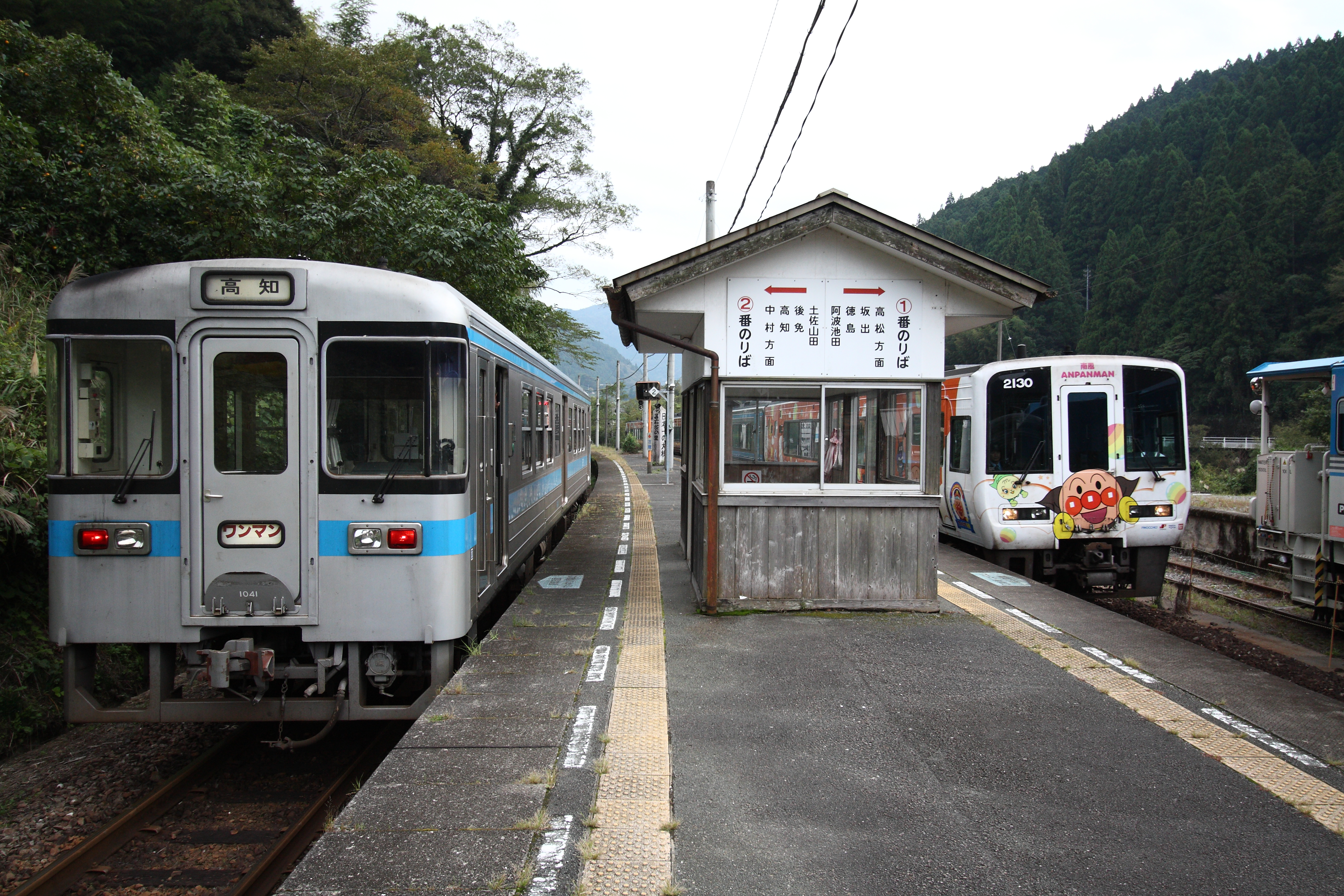
月台（2018年10月）

## 車站結構
現時車站以一大一小的等腰三角形所砌成的單層木製建築，同時因應站名，所有木材均採用杉木，為第二代站舍。第一代站舍於2004年1月2日因失火而燒毀，後來由大豐町立大杉中學校的師生共同重建，於2005年3月12日重新開幕。
大的三角形現時為小商店，出售當地土產，並負責發售車票；而小三角形則為候車室，設有旅遊資料架、座椅、圖書閱讀閣、告示板等設備。
車站共設有1個島式月台及1個側式月台，其中側式月台為靠近站舍一邊，原作貨物月台之用，現時已棄用不對外開放，但路軌則仍然保留，客運月台則集中在島式月台上。出入月台以朝向阿波池田方向的月台末端，沿斜面到達路面，再橫過1號月台路軌及貨物側線路軌進出。另外在島式月台上亦設有附上蓋式的室內候車亭。
普通列車方面，現時每天只提供下行8班、上行7班服務，上午除首班次前往土佐山田外，其他皆以高知為總站，下行則全以阿波池田為總站。特急列車方面，全日上下行分別提供9班列車。

### 月台配置
| 月台 | 路線    | 方向 | 目的地                   |
| ---- | ------- | ---- | ------------------------ |
| 1    | ■土讚線 | 上行 | 阿波池田、高松、岡山方向 |
| 2    | ■土讚線 | 下行 | 土佐山田、高知、中村方向 |

## 歷史
- 1932年12月20日：開業。
- 1970年10月1日：無人化，簡易委託站。
- 1987年4月1日：日本國鐵分割民營化，車站的營運由JR四國繼承。
- 2004年

- 1月2日：第一代站舍失火燒毀，但很快地便利用臨時式裝配式建築建成一個臨時站舍。
- 12月1日：第二代站舍開工。

- 2005年：

- 3月12日：完成。
- 4月1日：重新開幕，同時重新簡易業務委託化。

## 相鄰車站
四國旅客鐵道（JR四國）
■土讚線
土佐穴內（D31）－大杉（D32）－土佐北川（D33）

## 外部連結
- （页面存档备份，存于） 非官方大杉站介紹。